# Maison de l'Orfèvre
La maison de l'Orfèvre  est un hôtel particulier du XVIe siècle situé à Troyes au 9, Rue Champeaux, dans le département de l’Aube.

## Localisation
Elle se trouve à l'angle des rues Molé et Champeaux.

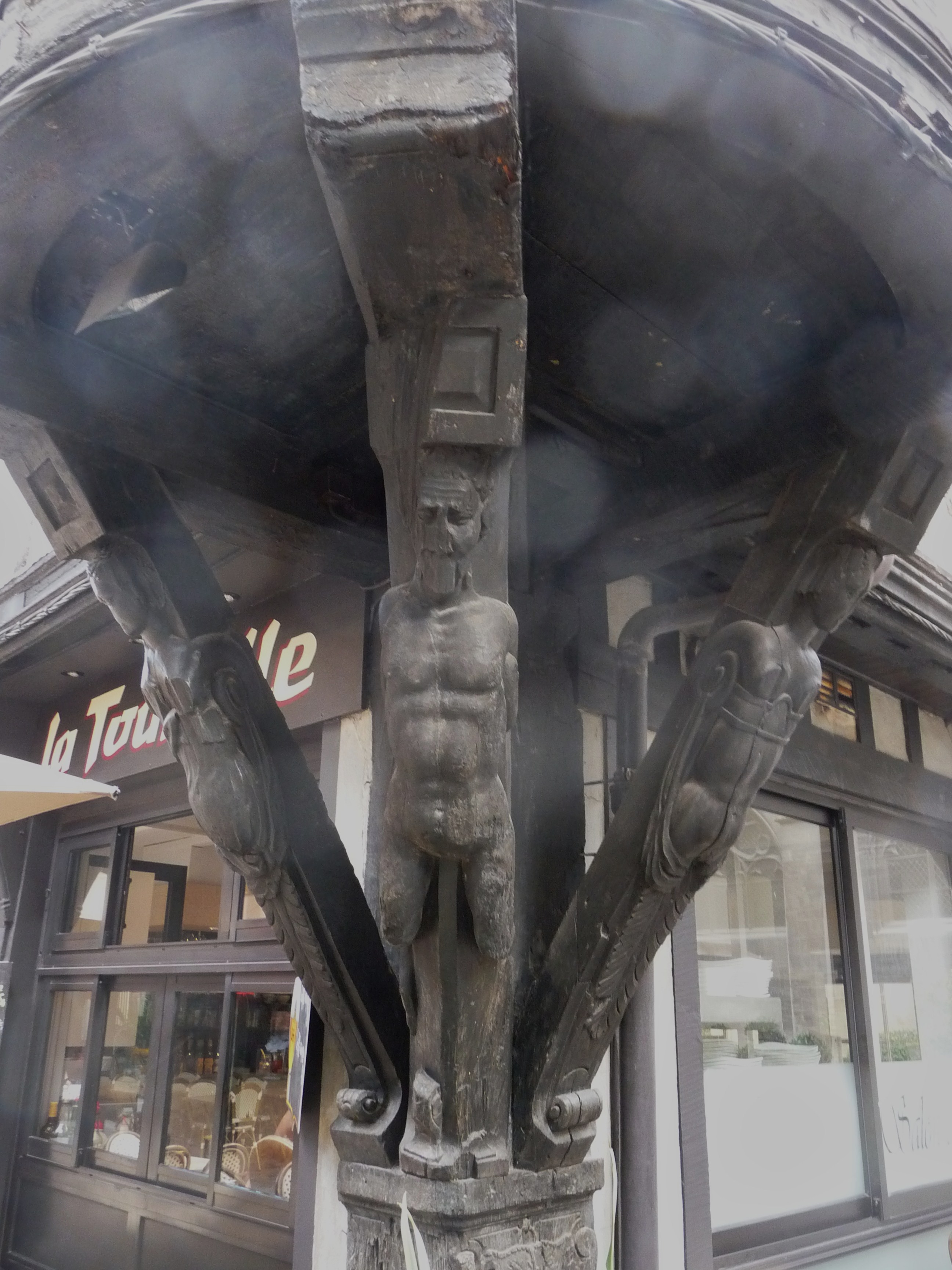
Les trois faunes.

## Présentation
Elle fut construite entre 1578 et 1618 pour François Roize, orfèvre, et son épouse Nicole Boulanger.
La tourelle est soutenue par trois faunes.
La Maison de l'Orfèvre est classé parmi les monuments historiques depuis 1961.